# Cornopteris quadripinnatifida
Cornopteris quadripinnatifida är en majbräkenväxtart som beskrevs av Masahiro Kato. Cornopteris quadripinnatifida ingår i släktet Cornopteris och familjen Athyriaceae. Inga underarter finns listade.